# 小行星10481
小行星10481（10481 Esipov）是一颗绕太阳运转的小行星，为主小行星带小行星。该小行星于1982年8月23日发现。

## 轨道参数
小行星10481的轨道半长轴为2.3476242 UA，离心率为0.187。